# Buttonwillow
Buttonwillow est une census-designated place située dans le comté de Kern, en Californie, aux États-Unis.  Sa population s’élevait à 1 508 habitants lors du recensement de 2010.
Le centre de population de l'État est situé dans cette ville.
Buttonwillow est située sur le trajet de l'autoroute Interstate 5.

## Démographie
| 2000  | 2010  | - | - | - | - |
| ----- | ----- | - | - | - | - |
| 1 266 | 1 508 | - | - | - | - |